# Ignacio García-Valiño
Ignacio García-Valiño Abós (Zaragoza, 1968 - Marbella, Málaga, 5 de julio de 2014) fue un escritor, guionista y psicólogo español.

## Biografía
Licenciado en psicología, trabajó como orientador psicopedagógico. Además de su trabajo literario, destacó por escribir guiones cinematográficos. Escribió novela, relato, ensayo y literatura infantil y juvenil, y pronunció conferencias como «Así se escribe una novela… a la manera clásica». Ganó el Concurso de Experiencias Educativas de Santillana en la sección Memoria del Profesorado. Enrique Bueres escribió un artículo sobre él en la revista Clarín. Su obra se tradujo a numerosos idiomas, como el francés, inglés, alemán, italiano, griego, portugués, rumano, ruso, entre otros. Compaginó su labor literaria con colaboraciones habituales en prensa y en publicaciones de psicología, además de ejercer su profesión de psicólogo.
Residió en Marbella (provincia de Málaga) la última década de su vida. Falleció el 5 de julio de 2014 en el hospital de esta localidad víctima de un cáncer cerebral que padecía desde hacía años.

## Obra

### Relatos
- La caja de música y otros cuentos (1993, Institución "Fernando el Católico", libro de cuentos)
- Páginas amarillas (1997, ed. Lengua de Trapo, relato en antología)
- Candela (1998, Institución "Fernando el Católico")
- Una voz en Nochevieja (2000, ed. NH Hoteles, relato en antología) Premio NH de relatos
- Los cuentos de nuestra tribu (2000, ed. Ámbito Cultural, relato en antología)
- Nosotros los solitarios (2001, Pre-Textos, relato en antología)

### Novelas
- El vuelo de la lechuza (1992, Caja de Ahorros de Castilla-La Mancha), novela corta
- La irresistible nariz de Verónica (1997, Pre-Textos), premio José María Pereda
- Urías y el rey David (1997, Debate)
- La caricia del escorpión (1998, Destino), finalista del premio Nadal
- Una cosa es el silencio (1999, Destino)
- Las dos muertes de Sócrates (2003, Alfaguara); novela histórica ambientada en la Atenas del siglo V a. C.
- Querido Caín (2006, Plaza & Janés), sobre la violencia en el ámbito escolar, finalista del Premio de Novela Ciudad de Torrevieja
- El corazón de la materia (2008, Plaza & Janés); lo paranormal y lo racional tienen cabida conjunta.
- El ruido del mundo (2014, Plaza & Janés)
- Lo que vive adentro (2017, Limbo Errante)

### Obras de literatura infantil y juvenil
- Pablo y el hilo de Ariadna (2003, Anaya), juvenil
- Timoteo, el feo (2006, Mare Nostrum), infantil
- Donoso, el oso pringoso (2006, Mare Nostrum), infantil
- Yago, el cocodrilo vegetariano (2007, eds. Buchmann), infantil

### Textos de psicología
- Este libro no te salvará la vida. Manual del auténtico hipocondriaco (2008, Marbore Eds.)
- Educar a la pantera. Comprender y corregir la conducta antisocial en los más jóvenes (2010, Debate)

## Premios literarios
- 1992 - Premio Isabel de Portugal de relatos, por La caja de música y otros cuentos
- 1996 - Premio José María Pereda de novela corta, por La irresistible nariz de Verónica
- 1997 - finalista del Premio de la Crítica de narrativa castellana, por Urías y el rey David
- 1998 - finalista del Premio Nadal, por La caricia del escorpión
- 1999 - Premio NH de relatos, por Una voz en Nochevieja
- 2005 - Premio Santillana de experiencias educativas, por Un dedo en el Pacífico azul
- 2006 - finalista del Premio de Novela Ciudad de Torrevieja, por Querido Caín